# Nigeria na Letnich Igrzyskach Olimpijskich Młodzieży 2010
Nigerię na Letnich Igrzyskach Olimpijskich Młodzieży w Singapurze w 2010 reprezentowało 13 sportowców w 6 dyscyplinach.

## Skład kadry

### Badminton
- Fatima Azeez

### Boks
- Muideen Akanji

### Lekkoatletyka
- Bukola Abogunloko – bieg na 400 m  brązowy medal
- Nkechi Leticia Chime
- Emmanuel Gyang Gwom
- Okeudo Jonathan Nmaju
- Nkiruka Florence Nwakwe – bieg na 200 m  złoty medal
- Ifeanyi Augustine Nwoye
- Abiola Olajide
- Josephine Omaka -– bieg na 100 m  złoty medal

### Podnoszenie ciężarów
- Racheal Ekoshoria – kategoria 58 kg  brązowy medal

### Tenis stołowy
- Ojo Onaolapo

### Zapasy
- Christiana Victor